# Kulin (Australia)
Kulin – miasto w Australii, w stanie Australia Zachodnia.